# إيوتشيان
البابا القديس إيوتيشيان (بالإنجليزية: Eutychian) أو إيوتيشيانوس (باللاتينية: Eutychianus) هو بابا الكنيسة الكاثوليكية من 4 يناير 275 إلى 7 ديسمبر 283.
رغم أن شاهد قبره اكتشف في سرداب كاليستوس، إلا أن لا تكاد يٌعرف عنه الشيء الكثير، وحتى مدة حبريته اختلفت فيها المصادر، إذ يذكر كتاب الأحبار (باللاتينية: Liber Pontificalis) أن حبريته دامت 8 سنوات و11 شهرًا، بينما يقول يوسابيوس القيصري إن هذه المدة لم تكن إلا عشرة أشهر لا غير.
من المعلومات الشائعة عنه أنه سمح بمباركة العنب والبقول على المذبح، وأنه دفن بيديه 324 شهيدًا. غير أن بعض المؤرخين يشككون في هذه المأثورات استنادًا إلى توقف اضطهاد الدولة الرومانية للمسيحيين بوقاة الإمبراطور أوريليان سنة 275، كما قرر بعضهم أن مباركة محاصيل الحقول بدأت في فترة تاريخية لاحقة.
يحتفل بعيد القديس أيوتيشيان سنويًا يوم 8 ديسمبر.